# یوسوتاراشی هیمه
یوسوتاراشی هیمه (انگلیسی: Yosotarashi-hime؛ یا اوناکاتسومی نو هیمه یکی از امپراتریس‌های ژاپن، شخصیتی در اساطیر ژاپنی است که در کوجیکی، وقایع نگاری باستانی ژاپن ظاهر می‌شود. گفته می‌شود که او ملکه امپراتور کوشو، پنجمین امپراتور ژاپن، و خواهر اوکیتسو یوسو، اجداد خاندان اُواری بوده است.